# アルプス黄金時代
アルプス黄金時代（アルプスおうごんじだい、英語：Golden age of alpinism ）とは、ヨーロッパ登山界において1854年9月17日のアルフレッド・ウイルス（Alfred Wills ）によるヴェッターホルン（Wetterhorn ）初登頂から、1865年7月14日のエドワード・ウィンパーによるマッターホルン登頂までの、標高4,000 m級の山々が次々に初登頂された時期を言う。

## ガイドの活躍
それまで山については魑魅魍魎が潜む場所としての認識しかなく、グリンデルヴァルト、ツェルマット、シャモニー＝モン＝ブラン、ヴァルトナンシュ、クールマイユールといった山間部の村の男たちはレイヨウ狩り、水晶採り、旅人の道案内、密輸の手伝いなどで細々と暮らしていたが、19世紀半ばアルプスの山々は急峻であるが故にスポーツの対象となり、登山基地として好適だったために登山好きの紳士が多数やって来て、青天の霹靂のようにガイド業が成立し現金収入の道が開けた。
ただガイドと登山家の間にはかなり認識の違いがあり、例えばこの時代の幕開けとなったヴェッターホルン「初登頂」について言うと、主峰として認められていたのはグリンデルヴァルトからよく見えるハスリ・ユングフラウ（標高3,701 m）であり、最高峰はミッテルホルン（標高3,704 m）であり、その他にローゼンホルン（標高3,689 m）、という三つの峰があった。このうち最初に登られたのはローゼンホルンで、1844年8月28日のE・デゾール隊による。このデゾール隊に雇われたガイドのM・バンホルツァーとJ・ヤーウンは1844年8月31日にハスリ・ユングフラウに初登頂、そして残る最高峰ミッテルホルンも1845年7月8日にS・T・シュペールと3人のガイドにより初登頂されていた。アルフレッド・ウィルス（Alfred Wills ）隊が1854年9月17日に登った時、ヴェッターホルンはすでに何回も登られており、ガイドとして同行したP・ボーレン自身ですらもう2度も登頂経験があった。しかしお得意様であり、金と暇のあるイギリスの紳士たちは初登頂を喜び報酬をはずんでくれるに違いなかったため、功利的な考えから「未踏峰」とすることが多かったのである。実はこの3ヶ月前にP・ボーレンはE・J・ブラックウェル隊のガイドとして頂上直下に鉄の棒を立てて下山しており、ウィルスもこの鉄の棒に気がついたという。ところがアルフレッド・ウィルスの登頂が有名になり記憶されることになった。
数が少ないながら、ガイドレス登山、さらには単独登攀をする者もいた。スイスのJ・J・ヴァレインマンは350座を登ったが、その中には1859年から1862年の間に行なわれた多くの単独登山が含まれていた。イギリスの登山界は保守的で、ガイドレス登山に対してすら「登山史に逆行するもの」「まったく不条理で、嘆かわしい結果を招く」と批判的であったが、実際には1858年のジョン・ティンダルによるモンテ・ローザ単独登頂など英国山岳会会員自身によるガイドレス登山は数多く、イギリス人によるガイドレス登山を記録から拾えばきりがないほどで「ガイドレス登山のパイオニアは実はイギリス人だったかも知れないという人さえいる。次のアルプス銀の時代に入るとガイドレス登山にはさらに拍車がかかった。

## 初登頂記録
- 1854年9月17日 - ヴェッターホルン、アルフレッド・ウイルス隊[1]。
- 1855年 - モンテ・ローザのデュフォール峰、J・G・スミス隊[1]。
- 1856年 - エギーユ・デュ・ミディ南峰、F・ド・ブィユ[1]。
- 1857年8月15日 - メンヒ、ジギスモント・ポージェス（Sigismund Porges ）隊[1]。
- 1858年 - ドーム山、ジョン・ルウェリン＝ディヴィス（John Llewelyn-Davies ）[1]。
  - 8月11日 - アイガー、チャールズ・バリントン（Charles Barrington ）[1]。
  - 9月16日ナーデルホルン、J・チンマーマン隊[1]。
- 1859年 - アレッチホルン、F・F・タケット[1]。リンピッシュホルン、レズリー・スティーヴン[1]。グラン・コンバン、C・デヴィル[1]。
- 1860年9月4日 - グラン・パラディーゾ、J・J・カウウェル隊[1]。
- 1861年 - リスカム、J・F・ハーディ隊[1]。
  - グロース・シュレックホルン、レズリー・スティーブン[1]。
  - 8月19日 - ヴァイスホルン、ジョン・ティンダル[1]。
  - 8月21日 - カストール（Castor ）、W・マシューズ隊[1]。
- 1862年 - ダン・ブランシュ、T・S・ケネディ隊[1]。
  - 7月23日 - グロス・フィッシャーホルン（Gross Fiescherhorn ）、アドルフス・ウォーバートン・ムーア（Adolphus Warburton Moore ）隊[1]。
  - 7月30日 - テッシュホルン、ジョン・ルウェリン＝ディヴィス隊[1]。
- 1863年 - ダン・デラン、F・C・グローヴ隊[1]。
- 1864年 - バール・デ・ゼクラン、エドワード・ウィンパー隊[1]。ツィナールロートホルン、L・スティーブン隊[1]。
- 1865年 - ビオナゼイ針峰、E・N・バクストン隊[1]。
  - グランド・ジョラスのウィンパー峰、エドワード・ウィンパー[1]。
  - ヴェルト針峰、エドワード・ウィンパー[1]。
  - 7月14日 - マッターホルン、エドワード・ウィンパー[1]。これによりめぼしい4,000 m級の峰はおおむね登り尽くされ、やや低い峰の初登頂や、新ルートからの登頂を狙うアルプス銀の時代に入った。

## 登山用品の進歩
アルプス登山草創期の登山用品は今日と比べて実用的な物ではなかった。例えばピッケルはその前身である普通の薪割り用の斧と長い登山杖に分かれており、アイゼンは四本爪程度であった。
しかしこの時代に入り登山用品に対する登山家の関心が深まり、ウィンパー・テントが開発され、英国山岳会が今日のピッケルの原型となったピルキントン型ピッケルやクライミングロープとしてアルパイン・クラブ・ロープを公認するなど道具が進歩した時代でもあった。